# Limnichus nigripes
Limnichus nigripes är en skalbaggsart som beskrevs av Thomas Broun 1893. Limnichus nigripes ingår i släktet Limnichus och familjen lerstrandbaggar. Inga underarter finns listade i Catalogue of Life.